# شهرستان چافی (کلرادو)
شهرستان چافی، کلرادو (به انگلیسی: Chaffee County, Colorado) یک سکونتگاه مسکونی در ایالات متحده آمریکا است که در کلرادو واقع شده‌است.

## خصوصیات
شهرستان چافی ۲٬۶۲۸٫۸۵ کیلومترمربع مساحت دارد.